# Алексенко, Михаил Александрович
Михаил Александрович Алексенко (1861 — 3 ноября 1920, Харьков, Харьковская губерния, УССР) — русский ботаник, альголог и бриолог.

## Биография
Родился в семье полтавского помещика, точная дата и место рождения неизвестны.
Окончил Императорский Харьковский университет. С 1887 года и до конца жизни работал в этом же университете. С 1888 года член, с 1907 по 1920 год научный секретарь Общества естествоиспытателей при Императорском Харьковском университете.
Один из пионеров систематического изучения водорослей и мхов на территории Харьковской, Полтавской, Черниговской, Курской и других губерниях. Описал ряд новых видов водорослей. Собрал значительные коллекции водорослей и мхов, частично их обработал и опубликовал результаты в изданиях Общества Усн. музея кафедры ботаники Харьковского университета. Оформил материалы экспедиции В. М. Арнольди на остров Яву (экспонаты составляют весомую часть музея). Алексенко создал обширную коллекцию диапозитивов, которую использовал при чтении лекций по ботанике (собрание не сохранилось). Обработал ряд бриологических коллекций с Кавказа, составил таблицы для определения мхов Средней и Южной России, которые в количестве 100 штук были напечатаны для студентов Харьковского университета (один экземпляр сохранился в фондах Центральной научной библиотеки Харьковского университета).